# Korg MS-10

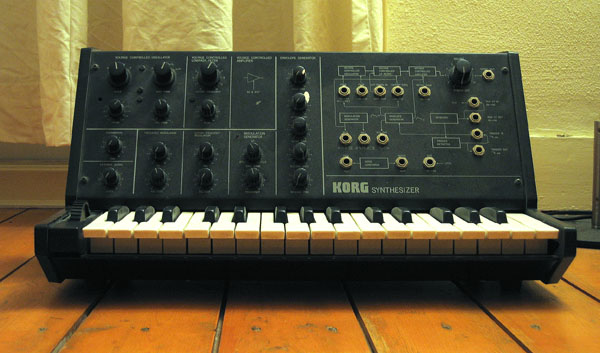
Korg MS-10

Il Korg MS-10 è un sintetizzatore analogico introdotto da Korg nel 1978.
Il case nero con il pannello verticale in metallo presenta 18 pomelli per la regolazione dell'unico VCO presente, delle forme d'onda e degli effetti. Una delle peculiarità è la possibilità di "patchare" gli effetti nella maniera desiderata attraverso patch cord standard da un quarto di pollice. La tastiera è compatta a 32 tasti e presenta a lato la classica ModWheel. Un'altra caratteristica interessante è l'ingresso audio esterno, che permette di utilizzare l'MS-10 come filtro per una sorgente sonora esterna. L'MS-10 è controllabile via CV-Gate.

## Caratteristiche tecniche
- Polifonia: Monofonico
- Oscillatori: 1 VCO con la possibilità di mixare il noise generator
- LFO: 1 LFO con forme d'onda multiple
- VCF: 1 VCF lowpass
- VCA: ADSR con funzione Hold
- Tastiera: 32 Tasti
- Controllo: CV/Gate
- Data d'introduzione: 1977

## Curiosità
Esiste una versione emulata per Nintendo DS dal titolo "Korg DS-10 Synthesizer" che riproduce l'originale in tutte le sue caratteristiche.

## Musicisti che lo hanno usato
- Juan Atkins
- Autechre
- Astral Projection
- The Chemical Brothers
- Herbie Hancock
- Elton John
- The Orb
- Sneaker Pimps
- SkyLab
- Underworld
- Vangelis
- Luke Vibert
- John Deacon dei Queen nel brano The Show Must Go On
- Hellzapop